# シティ・ステータス (イギリス)

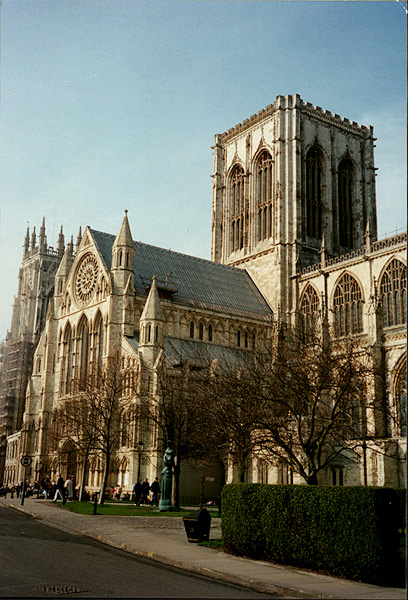
19世紀まで、イングランドとウェールズの都市の地位は、 ヨーク・ミンスターなどの大聖堂の存在に関連付けられていた。

イギリスにおけるシティ・ステータス（英語: City Status）は、選ばれた自治体に対して国王が与える地位である。2022年現在、イギリス本土には76のシティがあり、その分布はイングランドに55、ウェールズに7、スコットランドに8、北アイルランドに6となっている。王室属領と海外領土にも5つがある。シティ・ステータスの保持がその都市に特別な権利を与えることはないが、この地位には独特の品格があり、競争は激しいものとなっている。
シティ・ステータスは、特定の基準に基づいて自動的に適用されるわけではないが、 イングランドとウェールズにおいては、伝統的に主教座聖堂がある街に与えられるものであった。この関係は、1540年代にヘンリー8世がイギリス国教会の教区を6つ制定し、主教座のある街にシティ・ステータスを特許状によって付与したことにさかのぼるものである。
アイルランドにおいては、シティ・ステータスが与えられた街はイングランドやウェールズよりもはるかに少なく、現在の北アイルランドには19世紀以前にシティ・ステータスを得た都市は2つしか存在しない。さらに、スコットランドでは19世紀に追加付与が行われるまで、シティ・ステータスが国によって明示的には認められていなかった。シティ・ステータスの追加付与は、まずイングランドとウェールズにおいて新しく大聖堂が建設された街に対して行われ、その後スコットランドやアイルランドにも拡大された。20世紀に入ると、イングランドとウェールズにおいて大聖堂の存在がシティ・ステータスの条件であったのが解除され、それ以降の付与は人口規模を含むさまざまな基準で行われている。
地方自治制度改革の一環として一部の自治体が廃止され、古くからのシティのいくつかはその地位を奪われたが、影響を受けた都市のほとんどに対してその地位の継続または回復のための特許が与えられており、2020年2月現在、イギリス国内においてシティから降格されそのままになっている街はロチェスターとエルギンの2つのみである。「City」という単語そのものはシティとしての地位を示すものではなく、歴史との関わりを示すため（例：ホワイト・シティ）や、宣伝・他との区別のため（例：ストラトフォード・シティ）に、地名に付け加えて使われることもある。また、大規模なタウンには小さなシティよりも大きいものがあるが、国王の特許がなければ「シティ」を名乗ることは許されない。

## 歴史

### イングランド・ウェールズ

#### 18世紀以前
イギリス最初期のシティ（ラテン語: civitas）は、ローマ人によって要塞化されたケルト人部族の首都であった。 中世初期の聖職者は、これら「28都市」（古ウェールズ語: cair）のリストを残しており、これはギルダスによって言及され、ネンニウス によって列記されている。
16世紀には、教区（イングランド・ウェールズに22が存在した）の大聖堂が都市内にあった場合に、都市は王室によってシティとして認められた。（記事内のシティ・ステータスの付与を参照）。大聖堂を持つこととシティと呼ばれることの関係は、ヘンリー8世が新たな教区を6つつくり、同時にそれらの街をシティとしたことが始まりである。現在のシティにはとても小規模なものがあるが、これは16世紀以前にシティと認められ、その後産業革命などでの人口の拡大に影響されなかったことによるものである。主な例としてはウェルズ（人口約10,000人）やセント・デイビッズ（人口約2,000人）が挙げられる。17世紀以降は、イングランドでは19世紀まで新しい教区（・シティ）はつくられていない（アイルランドにおいては17世紀にジェームズ1世によってロンドンデリーがシティに昇格されている）。

#### 1836年～1888年
待望の新教区の設立は1836年のリポン教区の設立で再開された。この時、リポンの議会は教区の設立をもってシティとなったと解釈し、「シティ・アンド・バラ・オブ・リポン」と名乗るようになった。次に設立された教区はマンチェスターで、ここでは議会がシティという名前を非公式に使用するようになったが、1851年のビクトリア女王訪問の際にその地位についての疑義が発生し、僭称は1853年にシティ・ステータスの付与を請願して特許が与えられたことで終了した。これにより、最終的にリポンもその地位の正規化を強いられ、1865年に国会での立法によってシティ・ステータスが与えられた。この時、リポンはシティとなったのに対して同じ教区内にあり規模がより大きなリーズはシティではないという逆転現象が発生した。マンチェスターのシティ・ステータスの付与は、主教座となった自治体はシティ昇格を請願する権利があるということを示す先例となり、1877年から1888年の間にトルーロ 、 セントオールバンズ 、 リバプール 、 ニューカッスル・アポン・タイン 、およびウェイクフィールドが正式にシティと認められている。 ただし、これに対して内務省からの反対がなかったわけではなく、セントオールバンズを「4等もしくは5等の街」として却下しようとし、人口の少なさを理由にウェイクフィールドの昇格に反対した。新しい主教座のひとつであるサウスウェルは、議会を持たない村であったために請願を出すことができず、シティとはならなかった。

#### 1889年～1907年

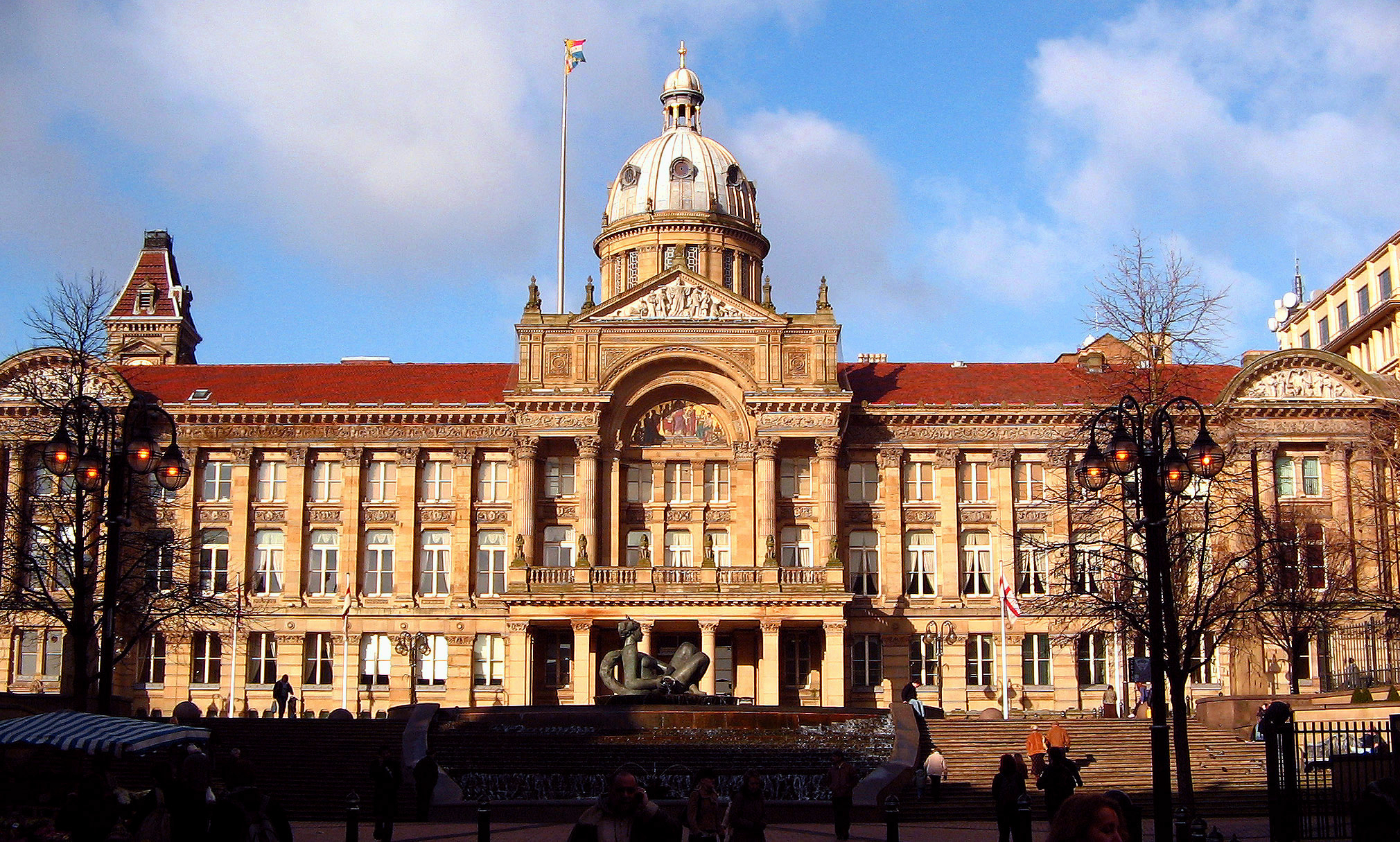
バーミンガムは、国教会の大聖堂を持たない街としてはイングランドで初めてシティと認められた。写真はバーミンガムの議事堂。

イングランドにおいて、シティ・ステータスと司教座であることの関係が断たれたのは、1889年の人口が多く、自治の歴史が良好であるということを理由としたバーミンガムに対するシティ・ステータスの付与であった（アイルランドにおいては1888年にベルファストがシティになっている）。なお、この時点では司教座ではなかったが、1905年に教区教会が司教座聖堂に昇格している。この新しい先例に続き、他の大きな町も市昇格を目指し、1893年にリーズとシェフィールドが、1897年のヴィクトリア女王のダイヤモンド・ジュビリーに際してはブラッドフォード 、 キングストン・アポン・ハル 、 ノッティンガムがシティへの昇格を果たした。なお、1897年昇格の3つはロンドン外においてシティ・ステータスを持たない最大の街であった。
1897年から1914年の間に、多くの街が請願を行ったが、このうち認められたのは1905年昇格のカーディフのみであった。この際、カーディフは「ウェールズの首都」としてロード・メイヤー（英語版）を置くことをも認められている。

##### ウェストミンスター
1899年のロンドン自治体法により、カウンティ・オブ・ロンドン内の自治体は28の都市バラに再編された。廃止された自治体の一つにシティ・オブ・ウェストミンスターがあったが、これに関してウェストミンスター選出の国会議員ウィリアム・バーデット・クーツは、「この地域が3世紀半以上にわたって使用してきた称号を認める」ことを目的として、再編先のバラ・オブ・グレーター・ウェストミンスターを新生「シティ・オブ・ウェストミンスター」に改名する修正案を提出し、これが認められないのであればシティ・ステータス制度そのものも廃止されるべきだ、と主張した。これに対しアーサー・バルフォア第一大蔵卿は、「認められればその特例は（歴史には欠けても）人口の面で互角な他の多くの街の反感を自然と買うことになるだろう」とし、当初は修正案をはねつけた が、最終的には政府が譲歩し、ウェストミンスターには改めてシティの称号が与えられた。

#### 1907年～1953年
1907年、内務省とエドワード7世は、シティ昇格には一定の基準を満たす必要があるという方針を決定した。この基準は当時非公開であり、新たなシティの創設を抑える効果を果たした。
1907年の基準は以下の3つからなっていた。
- 人口30万人以上
- 「地域の中枢としての性格」…街が独自のアイデンティティを持ち、周辺地域の中心であること
- 良好な自治の歴史[7]

しかしながら、20世紀に入っても司教座聖堂の存在がシティ・ステータスの獲得に十分だとの誤解は根強く、シティの地位は王室から与えられるのではなく自治体憲章で定められるものだとさえ思われていた。1911年出版のブリタニカ百科事典第11版では、この誤解をもとにサウスウェルとセント・アサフがシティとして扱われていた。

エドワード7世によるこの政策は、1910年にジョージ5世が即位しても継続され、1911年のポーツマスによるシティ昇格の申請は拒否された。当時の検事総長は内務大臣が国王に申請の承認を勧めない理由をこう説明した。 
 ...故国王陛下の時代に、地位の特別性を維持するため、自治体が市に昇格するための最小人口を定めることとなった。 
 第一次世界大戦後、勝利への貢献をたたえることを目的として、1919年に国王がレスターを公式訪問した。レスターは1889年以降何回かシティ昇格の申請を行っており、公式訪問をよい機会ととらえ改めて申請を行った。前回の国勢調査でのレスターの人口は約23万人で基準には達していなかったが、「過去に失われた尊厳の回復である」とし、例外として認められた。 また、カウンティ・バラ・オブ・ストーク・オン・トレントが1925年にシティの地位を申請した際、人口が29万4000人であったため当初は拒否されたが、陶器産業の中心として極めて重要であるとして決定が覆された。このような人口基準の緩和は、ポーツマスとサルフォードからの申請につながったが、内務省の官僚はこれら2つの申請を却下する方針であった。特に、 サルフォードは川によってマンチェスターと切り離された小さな町の集まりでしかないとされたが、当時の内務相は隣接するマンチェスター選挙区の元議員ウィリアム・ジョイソン・ヒックスであったため、申請は認められた。これに対し、規模がより大きく、英国最初の海軍港でもあったポーツマスからは不満が噴出し、結果的に両方の申請が1926年に認められた。

1927年に王立地方自治委員会がイングランドとウェールズの地方自治体の地域と機能を調査した際、どの街がシティ・ステータスを保持しているのかという疑問が生じ、委員長のオンスロー伯爵は内務省に確認の問い合わせを行った。以下はそれに対する内務省の覚書である。 
 一部の自治体が持つ市という肩書は純粋な称号でしかなく、自治の体制との関係や称号に伴う権限の移譲は存在しない。ここ数世紀の間はシティ・ステータスは国王の特許状のみによって与えられてきたが、一部の市はそれよりもさらに昔からの権利によってそれを保持している。シティ・ステータスと司教座には関係はなく、新たな司教座都市の設定は街を自動的に市にすることもなければ昇格の特許状に対する権利を与えるものでもない。 
1928年にプリマスが市昇格の申請を出し、この申請はポーツマスよりも多くの住民がおり、デボンポートとイーストストーンハウスを吸収していたため認められた。しかし、その際「新たなシティの制定は終わりに近づいた」ことが示され、翌年のサウサンプトンの申請は却下された。 次の昇格は1936年のジョージ6世即位の際のランカスターの昇格であった。ランカスターの人口はわずか5万人であったが、王室との長いつながりがあることとジョージ6世がランカスター公爵であったことを理由に、例外として認められた。第二次世界大戦後、ケンブリッジ・バラ・カウンシルはランカスターの役人と接触、申請の支援を得て1951年に同じように「例外的」な理由でシティ昇格が認められた。これは古くからの学問の街の内、唯一シティやロイヤル・バラになっていないこと、また、自治体憲章の施行から750周年を記念するものである。 同年、クロイドンも昇格を申請したが、グレーター・ロンドンに存在すること以外に十分なアイデンティティがないことと自治体の行状が好ましくないことを理由に却下された。

#### 1953年～1974年
1953年のエリザベス2世の即位の際、即位を記念して新たなシティが創設されるとの予想に基づいてウォルヴァーハンプトン、プレストン、サウサンプトンの3つの街が働きかけを行ったが、コヴェントリーにロード・メイヤー職が設けられたにすぎなかった。この後、ダービーとサザークが1955年に申請を行ったがいずれも却下されている。1958年からイングランド・ウェールズそれぞれの地方自治委員会によって計画された自治体再編は新たなシティの創設を事実上止めるものであった。サウサンプトンは1958年に請願書を提出し、委員会の決定まで保留、最終的に1964年に昇格となった。 同じ頃、ロンドンの地方自治再編がロンドン地方自治法（1963年）により行われた。シティ・オブ・ロンドンには大きな変更はなかったが、ロンドン内のもう一つの市であるウェストミンスターは、1965年4月1日より近隣の自治体2つを吸収し新たなロンドン自治区になることとなった。 1963年12月、新しい区名が「ウェストミンスター」に決定し、新生ウェストミンスターロンドン自治区に対してシティの称号と地位が与えられることが発表された。 このような合併後の自治体によるシティ・ステータスの引継ぎは1972年及び1974年の自治体再編の一環として、イングランド及びウェールズで広くみられることになる。
1966年の王立イングランド地方自治委員会の設立により、新たなシティの創設は再び停止され、ダービー、ティーズサイド、ウルヴァーハンプトンによる昇格の試みは断念された。ウェールズでは、 スウォンジーが1960年代を通して昇格を求めて運動し、1969年のチャールズ3世のプリンス・オブ・ウェールズ叙任の際に昇格を果たした。

#### 1974年の自治体再編と新たな市
地方自治法（1972年）により、ロンドンを除くイングランド及びウェールズ全域の地方自治体（パリッシュ・カウンシルは除く）がすべて廃止され、シティ・ステータスを持つ自治体はシティ・オブ・ロンドンとシティ・オブ・ウェストミンスターを除き1974年4月1日をもって一旦消滅した。 シティ・ステータスを維持するため、後継の都市バラ、非都市ディストリクト、後継パリッシュ・カウンシル（英語版）に対し改めてシティ・ステータスを付与する特許状が発行された。 これらの後継自治体の一部は、吸収合併により面積が以前の何倍にもなっているものもあった。（例：ブラッドフォード、リーズ、ウィンチェスターなど）後継が自治体ではない街も3か所発生した。リッチフィールドとソールズベリー（別名ニューセーレム）はディストリクトにもパリッシュ・カウンシルにもならなかったために憲章受託会（英語: Charter Trustees）が設立されシティの称号を受け継いだ。ロチェスターも同様であったがここでは特別な特許状により管理者を特に設定せずにシティ・オブ・ロチェスターの名称が維持された。
1977年に内務省は、エリザベス2世のシルバージュビリー（即位25周年）祝賀行事の一環として予定されるシティへの昇格候補としてブラックバーン、ブライトン、クロイドン、ダービー、ダドリー、ニューポート、サンドウェル、サンダーランド、ウォルバーハンプトンの9つを挙げ、 最終的に当時シティになっていない非都市ディストリクトとして最大であったダービーを選定した。 1980年4月、リッチフィールドにパリッシュ・カウンシルが設立され、6年前に設立された憲章受託会が解散、同年11月に改めて特許が発行されるまでシティ・ステータスは一時的に消滅した。 1992年には、即位40周年を記念して、別の街がシティに昇格することが発表された。この時革新的だったのは、昇格する街がコンペによって決定されるということであり、サンダーランドが昇格を勝ち取った。 これに続き、1994年には、古くから司教座があり、1888年までシティであったセント・デイビッズが再びその称号を回復した。 2000年以降、シティ・ステータスは特別な機会に際して、コンペによって街や自治体に与えられるものとなっており、ブラックプール、コルチェスター、クロイドン、ゲーツヘッド、イプスウィッチ、ミドルスブラ、ミルトンケインズ、レディング、スウィンドンなど、多数の街がこの十数年で申請を行っている。イングランドで4つ、ウェールズで2つの街が新たに昇格しており、それらは2000年のミレニアム記念でのブライトン・アンド・ホヴとウルバーハンプトン、2002年のゴールデンジュビリー（即位50周年）でのプレストンとニューポート、2012年のダイヤモンドジュビリー（即位60周年）でのチェルムスフォードとセント・アサフが昇格している。

#### グレーター・ロンドン
シティ・オブ・ロンドンとシティ・オブ・ウェストミンスターを除き 、 グレーター・ロンドン地域の地方自治体にはシティ・ステータスが与えられていない。これは、内務省が、ロンドン内の他の自治体にシティ・ステータスを与えることは既存の2つのシティの地位を下げることにつながるとして、人口などの条件を満たしていても、昇格申請を拒否するという方針をとっているためである。メトロポリタン・バラ・オブ・サウスワークは、何回か申請を出していたが、1955年にこれ以上昇格を追求しないようにと指示されたという。 グレーター・ロンドン外であったカウンティ・バラ・オブ・クロイドンも、ロンドンから十分に独立していないとして、3回の申請を却下されており、後継のクロイドンロンドン自治区が1965年に申請を出した際には内務次官補によって「過去の歴史がどうであれ、現在はロンドン大都市圏の一部に過ぎず、ほかのロンドン自治区と区別することはできない」と評されている。
クロイドン及びサウスワークは2000年のミレニアム記念の昇格コンペに応募したが、その際も同じ理由で却下され、また、クロイドンが再び応募した2002年のゴールデンジュビリーの際も昇格を拒否されている。 2002年にはクロイドンに加え、グリニッジロンドン自治区も応募をしており、王室や海事とのつながりを強調し、「ロンドンに対するグリニッジはパリにとってのベルサイユである」と主張した。 結果として、シティ・ステータスは与えられなかったが、2012年にロイヤル・バラ（王室特別区）の称号を与えられている。これは、ロンドン内ではほかにキングストン・アポン・テムズ区とケンジントン・アンド・チェルシー区のみが持つ称号である。

#### ロチェスター
ロチェスターは、1211年から1998年までシティとして認められていた。1974年4月1日、自治体再編により市議会が廃止されてカウンティ・オブ・ケントのバラ・オブ・メドウェイの一部になった際、旧市域は特許状により市の称号を維持することになったが、議会・憲章受託会・市長・行政長のいずれも存在しないという点で特異であった。1979年にバラ・オブ・メドウェイはバラ・オブ・ロチェスター・アポン・メドウェイに改名され、1982年にはシティ・ステータスの範囲が旧市域のみでなくバラ全体に拡大された。 1998年4月1日、バラ・オブ・ロチェスター・アポン・メドウェイとバラ・オブ・ジリンガムが合併し、メドウェイ単一自治体となった。当時シティ・ステータスを保持していたのはバラ・オブロチェスター・アポン・メドウェイであったため、バラの廃止に伴ってシティ・ステータスを失った。なお、同時期に消滅した他の2つのシティ（バースとヘレフォード）はシティ・ステータスと市長職を維持するために憲章受託会を設置したため、降格を免れている。シティ・ステータスを失ったことは当初把握されておらず、議会はそれを2002年になって初めて知ったとされている。 2010年には、宣伝資料で「シティ・オブ・メドウェイ」の呼称を使用し、広報基準協会によって注意を受けている。

### スコットランド
スコットランドには、1889年まで特許によるシティは存在せず イングランドとの連合以前においてそれに相当するのは勅許自治都市であった。シティの称号は必ずしも一貫して使用されていたわけではなく、正確な数については疑問が呈されていた。勅許自治都市であるエディンバラとパースは、古くからcivitasという称号を使用していたが、cityという言葉を使い始めたのは15世紀以降のようである。イングランドとは異なり、スコットランドでは大聖堂の存在とシティの称号との間に関連性はなく、アバディーン、グラスゴー、エディンバラは、18世紀までに昔から称号をつかってきたことを理由に公式に受け入れられ、また、パースとエルギンも同じ称号を使用していた。 1856年にはダンファームリンが長い使用歴と首都としての過去を理由にすべての公式文書においてシティを名乗ることを決定したが、正式に認められることはなかった。
1889年にダンディーが特許によってシティ・ステータスを与えられ、これをきっかけに他の自治区がシティを名乗ることについて疑念が生じた。1891年には、アバディーンの拡大に居合わせ、シティ・ステータスの保持が確認された。インバーネスは1897年のヴィクトリア女王のダイヤモンドジュビリー記念の昇格を申請したが、ほかのシティが特許なしでシティを名乗っていることが注意を引くという理由で却下された。 地方自治法（スコットランド・1929年）では、アバディーン、ダンディー、エジンバラ、グラスゴーがカウンティ・オブ・シティ（自治体の種類のひとつで権限は最大　こちらを参照）に指定されたが、ほかのシティを名乗る街については触れられていない。1969年には内務大臣ジェームズ・キャラハンはスコットランドにはシティは6つしかないと述べており、また、1972年に作成された自治体一覧ではアバディーン、ダンディー、エジンバラ、エルギン、グラスゴー、パースの6つのみがシティとして記載されている。
地方自治法（スコットランド・1973年）により、1975年にスコットランドのすべての自治体が再編され、バラの代わりにディストリクト制度が敷かれた。このうち、アバディーン、エジンバラ、ダンディー、グラスゴーの4ディストリクトは地方自治法でシティを名乗ることが認められた。1996年には、地方自治等法（スコットランド・1994年）によってディストリクト制度が現行のカウンシル・エリア制度に置き換えられ、同じ4つがシティに指定された。この後、スコットランドでは3つの街が新たにシティに昇格しており、それらはミレニアム記念のインバーネス、2002年のゴールデンジュビリー記念のスターリング、2012年のダイヤモンドジュビリー記念のパースである。 これら3つのシティの場合、単独の議会や正式な境界は存在せず、2008年1月にインヴァネスの紋章を作成する請願が行われた際には、紋章を保持する機関が存在しないことを理由としてロード・ライアン・キング・オブ・アームズに紋章の交付を拒まれている。

### アイルランド・北アイルランド
アイルランドにおいては、シティ・ステータスは国王の特許状によって与えられるものであり、アイルランド聖公会の司教座都市であってもシティと呼ばれたことがない街が多数存在する。例外として、アーマーはアイルランド首座主教の主教座として、自治体法（アイルランド・1840年）によって廃止されるまでシティとして扱われていた。現在の北アイルランドにおいて、特許による歴史的なシティはロンドンデリーのみである。ロンドンデリーは1604年にジェームズ1世によって最初の特許を付与されたが、1608年にケア・オドハティによって攻撃され破壊された。 現在の街は、1613年にアルスター植民の一環として、ロンドンギルドのメンバーに城壁都市の建設を許可した特許状に基づくものである。
1887年のビクトリア女王在位50周年の際、ベルファストはアイルランド総督に対してシティ昇格を要望した。これはすでにシティとなっていた港町のリバプールや繊維産業の中心地マンチェスター（いずれもイングランド）との類似性、及び当時シティ・オブ・ダブリンより多かった人口を根拠としたものであり、議論の末に翌1888年に特許が与えられた。司教座都市ではなく、大規模な工業都市であることを理由とした昇格はこれが初であり、その後バーミンガム（イングランド）やダンディー（スコットランド）がこれに続いた。
1994年にはアーマーが再びシティに認められ、2002年にはエリザベス2世の在位50周年を記念してリスバーンとニューリーがシティに昇格した（イギリス全体だと他に3つの街が昇格している）。リスバーンでは街の中心部だけでなく周辺の農村部を含めた自治体全体がシティに指定されており また、ニューリーはインバーネスやスターリング（いずれもスコットランド）同様境界や自治組織を持たない

## シティ・ステータス付与の現状
1927年に発行された内務省の覚書にはこのような記述がある。 
 街がシティの称号を得るための正規の手続きは、内務省を通じて国王に対して請願を行うことであり、そのような請願書を国王に提出し、返答について助言することは内務大臣の責務である。シティの称号は、人口、規模、重要性において第一級であり、なおかつ独自の特徴を持つ街にのみ認められる。したがって、今日では新たな称号の付与はまれであり、特別な場合においてのみ行われる。 
 現在では、シティ・ステータスの申請は大法官に対して行われ、大法官が国王に助言をする。また、新たな付与のためのコンペが即位やその周年記念、ミレニアムなど特別な機会を記念して行われている。

### ロード・メイヤー職・ロード・プロヴォスト職
一部のシティは、ロード・メイヤー（イングランド、ウェールズ、北アイルランド）やロード・プロヴォスト（スコットランド）の存在というさらなる特権を持つ。(これらの役職が存在しない街にはロードのつかないメイヤーやプロヴォストという名前で市長職が設けられる。）ロード・メイヤー（ロード・プロヴォストは含まず）は "The Right Worshipful The Lord Mayor" という称号を名乗ることが許されており、特にシティ・オブ・ロンドン、ヨーク、カーディフ、ベルファストのロード・メイヤーと、エジンバラとグラスゴーのロード・プロヴォストには "The Right Honourable the Lord Mayor (/Provost)" という称号が与えられている。なお、この称号は枢密院の構成員（枢密顧問官）に対して主に使われるが、ロード・メイヤーやロード・プロヴォストは枢密顧問官ではない。
現在、イギリスにはロード・メイヤー職・ロード・プロヴォスト職設置シティが69シティ中30シティ存在する。これらの分布はイングランドに23シティ（51シティ中）、ウェールズに2シティ（6シティ中）、スコットランドに4シティ（7シティ中）、北アイルランドに1シティ（5シティ中）となっている。
アイルランド共和国では、首都ダブリンに儀礼的な首長職としてロード・メイヤー職が存在する。これは、アイルランド王国時代の1665年にチャールズ2世によって与えられたものであり、当初は "The Right Honourable the Lord Mayor" を名乗ることが許されていたものの、2001年にその資格を剥奪されている。これに加え、グレートブリテンおよびアイルランド連合王国時代の1900年にコークにもロード・メイヤー職が与えられている。
現在では、シティ・ステータス同様、コンペによってロード・メイヤー職が付与されるようになっている。2002年にはバース、ケンブリッジ、カーライル、チチェスター、ダービー、エクセター、グロスター、ランカスター、リンカン、セント・オールバンズ、セント・デイビッズ、サルフォード、サウサンプトン、サンダーランド、トゥルーロ、ウルヴァーハンプトン、ウスターが応募し、エクセターが合格、2012年にはアーマー、ケンブリッジ、ダービー、グロスター、ランカスター、ニューポート、ピーターバラ、サルフォード、サウサンプトン、セント・オールバンズ、サンダーランド、ウェイクフィールドが応募、アーマーが合格した。

### 地方自治体
1974年の地方自治体改革以降、単一の街ではなく、都市部の他に郊外の町や村をいくつか含むような地方自治体にもシティ・ステータスが与えられるようになってきている。これらにはもともとシティであった街を含む自治体が自治体ごとシティとなった場合と複数の街を併合してできた自治体が新規にシティ・ステータスを得る場合とがある。現在、面積が最大のシティはイングランド北部のシティ・オブ・カーライルであり、約1000km2の面積がある一方その大半は農村地帯である。なお、このようなシティはマージーサイドやラトランドなどの小規模なカウンティより大きいことがあり、ほかにも以下のような例が挙げられる。
- シティ・オブ・ブラッドフォード - ブラッドフォードの他にビングリー、イルクリー、シップリーを含む
- シティ・オブ・カンタベリー - カンタベリーの他にヘーン・ベイ、ウィットステーブルを含む
- シティ・オブ・ランカスター - ランカスターの他に周辺の農村部、カーンフォース、ヘイシャム、モアカンベを含む
- シティ・オブ・リーズ - リーズの他にオタリー、パドシー、ウェザービーを含む
- シティ・オブ・プレストン - プレストンの他に農村部を含む
- シティ・オブ・セント・オールバンズ - セント・オールバンズの他にハーペンデンを含む
- シティ・オブ・サルフォード - サルフォードの他にエクルス、ペンドルベリー、スウィントンを含む
- シティ・オブ・サンダーランド - サンダーランドの他にヘトン・ル・ホール、ホートン・ル・スプリングを含む
- シティ・オブ・ウェイクフィールド - ウェイクフィールドの他にカッスルフォード、オセット、ポンテフラクトを含む
- シティ・オブ・ウィンチェスター - ウィンチェスターの他にビショップス・ウォルトハム、ニュー・アルレスフォードを含む

また、現在の自治体がその街の歴史的・環境的な範囲よりも狭いという例もある。
- マンチェスター - トラフォード、オールダム、テームサイド、バリー、シティ・オブ・サルフォードにも含まれる
- キングストン・アポン・ハル - コッティンガムなどの周辺地域はイースト・ライディング・オブ・ヨークシャーに含まれる
- グラスゴー - 郊外部はイースト・ダンバートンシャー、ウェスト・ダンバートンシャー、イースト・レンフルーシャー、レンフルーシャー、ノース・ラナークシャー、サウス・ラナークシャーに含まれる
- ウルヴァ―ハンプトン
- ロンドン - シティ・オブ・ロンドンは中心部のわずかなエリアのみ

### シティ・カウンシル
シティ・ステータスの保持はその街に対し、シティと名乗る以外には何の権限も与えない。しかし、シティの称号は独特の権威を持ち、激しい競争がある。
歴史的にみるとシティ・ステータスを持つことができるのは法人格を持つ自治体のみであり、行政教区やバラなどに対して付与が行われた。しかしながら最近では対象を自治体ではなく「街」とすることが行われており、「Towns of Brighton and Hove」、「Town of Wolverhampton」、「Town of Newport in the County Borough of Newport」などを対象とした特許が発行されている。例外も存在するが多くの場合、その「街」の範囲は自治体と同一であり、実質的な自治体に対する付与となって名称がシティ・カウンシルに変更されている。
シティ・ステータスを持つほとんどの自治体がシティ・カウンシルを持つが、その権限はカントリーおよび自治体の種類によって異なる。

#### イングランド
51のシティのうち、12はメトロポリタン・カウンティ（都市州）の一部であるメトロポリタン・ディストリクト（英語版）であり、これらのシティ・カウンシルはメトロポリタン・ディストリクト・カウンシルである。11は単一自治体であり、15は通常のカウンティ・カウンシル（英語版）の下にあるディストリクト・カウンシル（英語版）である。ロンドンにおいてはウェストミンスター・シティ・カウンシルはロンドン・バラ・カウンシルにあたり、シティ・オブ・ロンドンについてはシティ・オブ・ロンドン・コーポレーション（英語版）が行政を行っている。9の小規模な司教座都市（ダラム・ウェルズなど）はディストリクトではなく、「シティ・ステータスを持つディストリクト」の一部でもない。これらのシティ・カウンシルはパリッシュ・カウンシル（英語版）にあたる。残りの2つであるバースとチェスターはシティ・カウンシルを持たない。

#### スコットランド
アバディーン、ダンディー、エディンバラ、グラスゴーはそれ自体が一つのカウンシル・エリアであり、それぞれ単一自治体たるシティ・カウンシルを持つ。パース、スターリング、インヴァ―ネスはカウンシル・エリア（それ自体はシティ・ステータスを持たない）の一部にすぎず、シティ・カウンシルは存在しない。
後者の例として、スターリング・カウンシルのシティ・ステータスの申請は旧ロイヤル・バラ・オブ・スターリングに限定されたものであり、カウンシル・エリアよりずっと小さいものであった。

#### ウェールズ
カーディフ、ニューポート、スワンジーはそれぞれプリンシパル・エリアであり、単一自治体たるシティ・カウンシルを持つ。これに対し、バンガー、セント・アサフ、セント・デイヴィッズはパリッシュ・カウンシルに相当するコミュニティ・カウンシル（英語版）である。

#### 北アイルランド
ベルファスト・シティ・カウンシルはディストリクト・カウンシルである。それ以外の4つのシティについては、2015年の地方自治改革（英語版）以降、大きなディストリクトの一部となっており独自のシティ・カウンシルは持っていない。

### シティ・ステータスの付与
シティ・ステータスは憲章（royal charter）ではなく特許状（letters patent）によって付与される。（アイルランドでの過去の例を除く）
イングランド及びウェールズには、「古代から与えられた権利（ancient prescriptive right）」によってシティと認められた街が20あり、これらは正式にシティ・ステータスが付与されたことはないが「time immemorial」、つまり1189年9月3日以前からシティを名乗りバラや自治体としての特権を与えられている。 このようなシティの一覧が1927年に内務省によって発行されており、該当するシティは以下のとおりである。
| - バンガー - バース - カンタベリー - カーライル - チチェスター - コベントリー - ダラム | - エリー - エクセター - ヘレフォード - リッチフィールド - リンカーン - シティ・オブ・ロンドン - ノーウィッチ | - ロチェスター（1998年にシティ・ステータスを喪失） - サリスベリ― - ウェルズ - ウィンチェスター - ウスター - ヨーク |

バースとウェルズが同じ教区内にある以外は、これらのシティはイングランド宗教改革（英語版）以前の教区（英語版）と対応している。 なお、教区は22あり、昔からのシティがない教区がウェールズに3つある。
- ランダフ（英語版） - バラとして認められたり特権が認められたりしたことがなかったためシティにはならなかった。1922年にシティ・オブ・カーディフに吸収された。[47]
- セント・アサフ - シティではなかったが2012年に昇格を果たした。[46][48]
- セント・デイヴィッズ - バラであったが1886年に失ったため一覧には含まれていない。1994年にシティに再昇格。[49]

シティ・ステータスの保持はシティと呼ぶ権利以外には何の特権も与えない。シティ・ステータスを持っていた自治体が廃止されるとシティ・ステータスも一度剥奪され、新しい自治体に対して改めて特許状の交付が行われる。1974年以降、いくつものシティがこの過程を踏んでおり、特にヨークとヘレフォードは1974年と1990年代の2回再交付を受けている。これを怠った場合、1998年のロチェスターやその前のセント・デイヴィッズとアーマーの様にシティ・ステータスは失われてしまう。（なお、後者2つに関してはのちに改めてシティとなっている）（英語版）
「シティ」の正式な定義については疑問を呈する者もおり、特にこの傾向は昔シティとされていたが今は認められていないコルチェスターやダンファームリンなどの住民に顕著である。 また、シティ・ステータスは国王によって与えられるものであるが、国王がイギリスにおける「シティ」の定義を決める定める権利を持つことを疑問視するものもいる。 一般的な語法としてはシティ・ステータスを持っていない場合でも大規模な街や地域に対して「シティ」という名称が用いられることがあり、代表的な例としてはロンドン（シティ・オブ・ロンドン・およびシティ・オブ・ウェストミンスターの2つのシティを含むが、ロンドンそのものはシティではない）やミルトン・キーンズ（イングランド南東部のニュータウン・「ニュー・シティ」として計画され、現在でも「シティ」と呼ばれることが多いがシティ・ステータスは持たない）が挙げられる。

## シティ一覧
2022年現在、イギリス本土には76のシティ、王室属領と海外領土には5つのシティが存在する。このうち17は2000年以降に行われているコンペによって付与されたものである。

### イングランド
| - バース - バーミンガム - ブラッドフォード - ブライトン・アンド・ホブ - ブリストル - ケンブリッジ - カンタベリー - カーライル - チェルムスフォード - チェスター - チチェスター - コルチェスター - コヴェントリー - ダービー - ドンカスター - ダラム - イーリー - エクセター | - グロスター - ヘレフォード - キングストン・アポン・ハル - ランカスター - リーズ - レスター - リッチフィールド - リンカン - リバプール - ロンドン - マンチェスター - ミルトン・キーンズ - ニューカッスル・アポン・タイン - ノーウィッチ - ノッティンガム - オックスフォード - ピーターバラ - プリマス - ポーツマス | - プレストン - リポン - サルフォード - サリスベリー - シェフィールド - サザンプトン - サウスエンド＝オン＝シー - セント・オールバンズ - ストーク・オン・トレント - サンダーランド - トゥルーロ - ウェイクフィールド - ウェルズ - ウェストミンスター - ウィンチェスター - ウルヴァーハンプトン - ウスター - ヨーク |

| - アバディーン - ダンディー - ダンファームリン - エディンバラ - グラスゴー - インヴァネス - パース - スターリング | - バンガー - カーディフ - ニューポート - セント・アサフ - セント・デイヴィッズ - スウォンジー - レクサム | - アーマー - バンガー - ベルファスト - リスバーン - ロンドンデリー - ニューリー |

| マン島 - ダグラス | バミューダ諸島 - ハミルトン ジブラルタル - ジブラルタル市 フォークランド諸島 - スタンリー セントヘレナ - ジェームズタウン |  |

## 最小・最大のシティ
シティの規模の比較は人口や面積をもとに行われることが多いが、各シティの範囲はカウンシルの種類などによって大きく変化しうるため、公平な比較を行うことはできない。
都市部の他にが少ない周辺の人口が少ない郊外部を含むシティもあれば、シティの範囲内にあるのは都心部だけで、都市部と形容できるような地区が隣接するエリアにも広がっているようなシティもある。後者の場合、日常的には隣接する部分を含めて「シティ」と呼ばれていても実際の正式な範囲はそれよりも狭いことになる。例えば、シティ・オブ・ロンドンの面積はわずか2.9km2であるが巨大な都市圏の中央にあることから街（都市）としての規模を「小さい」と形容するには語弊がある。周囲を郊外が囲んでいることを条件とすれば、面積では2番目に小さいウェルズが規模が最も小さいシティといえるかもしれない。
このように、比較には複数の解釈が可能であることに注意が必要である。以下に人口、面積、都市化面積（周辺を含む）の上位・下位5つを載せる。
数値は全て2011年の国勢調査に基づく。 人口はシティ・カウンシル内のものだが、カウンシルがないシティに関しては都市化地域の人口を用いた。

### 最小
| 人口 | 人口                   | 人口     | 人口           |
| ---- | ---------------------- | -------- | -------------- |
| 1    | セント・デイヴィッズ   | 1,841人  | ウェールズ     |
| 2    | セント・アサフ         | 3,355人  | ウェールズ     |
| 3    | シティ・オブ・ロンドン | 8,072人  | イングランド   |
| 4    | ウェルズ               | 10,536人 | イングランド   |
| 5    | アーマー               | 14,749人 | 北アイルランド |

| 面積 | 面積                   | 面積    | 面積         |
| ---- | ---------------------- | ------- | ------------ |
| 1    | シティ・オブ・ロンドン | 2.90km2 | イングランド |
| 2    | ウェルズ               | 5.46km2 | イングランド |
| 3    | セント・アサフ         | 6.45km2 | ウェールズ   |
| 4    | バンガー               | 7.23km2 | ウェールズ   |
| 5    | リポン                 | 9.92km2 | イングランド |

| 都市化面積 | 都市化面積           | 都市化面積 | 都市化面積   |
| ---------- | -------------------- | ---------- | ------------ |
| 1          | セント・デイヴィッズ | 0.60km2    | ウェールズ   |
| 2          | セント・アサフ       | 1.29km2    | ウェールズ   |
| 3          | ウェルズ†            | 3.50km2    | イングランド |
| 4          | バンガー†            | 4.27km2    | ウェールズ   |
| 5          | エリー               | 4.77km2    | イングランド |

† ウェルズ・バンガーは都市化区域がシティ・カウンシル・エリアの外に広がっている。
市街地（BUA）がカウンシルの境界をまたいで広がっている場合、シティの都市化面積を求めることができないことがある。国家統計局がシティの都市化面積を市街地区分（BUASD）として概算で示していることもあるが、これに関してもその境界からはみ出して都市化区域が広がっていることがある。
統一性を保つため、表では市街地（BUA）面積を使用しているが、小規模なシティにおいてはBUAとBUASDの差はさほど大きくなく、ウェルズとバンガーについてBUASDを用いた場合でも順位は変わらない。

### 最大
| 人口 | 人口             | 人口        | 人口           |
| ---- | ---------------- | ----------- | -------------- |
| 1    | バーミンガム     | 1,073,045人 | イングランド   |
| 2    | リーズ           | 751,485人   | イングランド   |
| 3    | グラスゴー       | 603,080人   | スコットランド |
| 4    | シェフィールド   | 552,698人   | イングランド   |
| 5    | ブラッドフォード | 522,452人   | イングランド   |

| 面積‡ | 面積‡            | 面積‡       | 面積‡        |
| ----- | ---------------- | ----------- | ------------ |
| 1     | カーライル       | 1,039.31km2 | イングランド |
| 2     | ウィンチェスター | 660.96km2   | イングランド |
| 3     | ランカスター     | 575.86km2   | イングランド |
| 4     | リーズ           | 551.72km2   | イングランド |
| 5     | スワンジー       | 379.74km2   | ウェールズ   |

| 都市化面積 | 都市化面積                                                                                  | 都市化面積  | 都市化面積     | 都市化面積  |
| ---------- | ------------------------------------------------------------------------------------------- | ----------- | -------------- | ----------- |
| 1          | シティ・オブ・ロンドン シティ・オブ・ウェストミンスター （グレーター・ロンドンBUA（英語版） | 1,737.86km2 | イングランド   | 9,787,426人 |
| 2          | マンチェスター サルフォード （グレーター・マンチェスターBUA（英語版）                       | 630.25km2   | イングランド   | 2,553,379人 |
| 3          | バーミンガム ウルヴァ―ハンプトン （ウェスト・ミッドランズBUA（英語版）                      | 598.88km2   | イングランド   | 2,440,986人 |
| 4          | リーズ ブラッドフォード ウェイクフィールド （ウェスト・ヨークシャーBUA（英語版）            | 487.80km2   | イングランド   | 1,777,934人 |
| 5          | グラスゴー （グレーター・グラスゴー（英語版）                                               | 368.50km2   | スコットランド | 1,209,143人 |

‡カウンシルを持たないシティおよびカウンシル名に他の街の名前が冠されているシティを除く。

## シティではない街

### 規模（人口）
前述の様にシティ・ステータスには明確な基準は存在しない。
人口の見地からシティ・ステータスの基準を満たすと思われる大規模な街はいくつか存在しており、一部はシティ・ステータスの応募を行ったものの拒否されている。
下記の街はシティを含まない都市化地域のうち、大規模なものの中心にある街である。政府発行の「2011年市街化区域主要統計」 による。
- ボーンマス（南東ドーセット都市圏（英語版）） – 466,266人
- ミドルスブラ – 376,633人
- バーケンヘッド – 325,264人
- レディング（レディング／ウォーキンガム都市圏（英語版）） – 318,014人
- ルートン（ルートン・ダンスタブル都市圏（英語版）） – 258,018人
- ファーンバラ（英語版）／オールダーショット（ファーンバラ／オールダーショット市街化地域（英語版）） – 252,397人
- ジリンガム（メドウェイ（英語版））（元シティのロチェスターを含む） – 243,931人
- ブラックプール（ブラックプール都市圏（英語版）） – 239,409人
- ノーサンプトン – 215,963人
- スウィンドン – 185,609人
- ウォリントン – 165,456人
- テルフォード – 147,980人

さらなる例については en: List of urban areas in the United Kingdom を参照。
最近のコンペに応募した地方自治体のうち、特に大きいものは以下のとおりである。
- ロンドン・バラ・オブ・クロイドン – 330,587人
- メトロポリタン・バラ・オブ・ダドリー（英語版）（ダドリー） – 312,925人
- メトロポリタン・バラ・オブ・ウィラル – 312,293人
- メトロポリタン・バラ・オブ・ストックポート（英語版）（ストックポート） – 284,528人
- メトロポリタン・バラ・オブ・ボルトン（英語版）（ボルトン） – 261,037人
- バラ・オブ・メドウェイ（英語版） – 249,488人
- ロンドン・バラ・オブ・サザーク – 244,866人
- ロンドン・バラ・オブ・タワー・ハムレッツ – 220,500人
- ロンドン・バラ・オブ・グリニッジ – 214,403人（2012年2月3日よりロイヤル・バラ）
- メトロポリタン・バラ・オブ・ゲーツヘッド（英語版）（ゲーツヘッド） – 200,300人
- バラ・オブ・ノーサンプトン – 194,458人
- バラ・オブ・ウォリントン – 191,084人
- バラ・オブ・ルートン – 184,371人
- バラ・オブ・ボーンマス – 183,491人
- バラ・オブ・スウィンドン（英語版）（スウィンドン） – 180,051人
- バラ・オブ・テルフォード・アンド・レキン（英語版）（テルフォード） – 161,600人
- バラ・オブ・レディング – 155,300人
- バラ・オブ・ブラックプール – 142,100人
- バラ・オブ・ミドルスブラ – 138,400人

### 司教座都市

#### イングランド・ウェールズ
イングランド国教会の司教座都市であることのみを理由にシティ・ステータスを得ることはできないため、シティではない司教座都市がいくつか存在する。
| 街                                   | 大聖堂                                   | 教区創設              | 人口（推測） |
| ------------------------------------ | ---------------------------------------- | --------------------- | ------------ |
| ブラックバーン                       | ブラックバーン大聖堂（英語版）           | 1926年                | 105,085人    |
| ブレコン（英語版）                   | ブレコン大聖堂（英語版）                 | 1923年                | 7,901人      |
| ブリー・セント・エドモンズ（英語版） | セント・エドモンズブリー大聖堂（英語版） | 1914年                | 35,015人     |
| ギルフォード                         | ギルフォード大聖堂（英語版）             | 1927年                | 70,000人     |
| ロチェスター                         | ロチェスター大聖堂（英語版）             | 「古代から」 元シティ | 27,000人     |
| サウスウェル（英語版）               | サウスウェル・ミンスター（英語版）       | 1884年                | 6,900人      |

1911年出版のブリタニカ百科事典第11版では、サウスウェルはシティであるとされていた。
イングランド・ウェールズにあるシティのうち、大聖堂を一度も持ったことがないのは以下の14シティである。
ブライトン・アンド・ホヴ、ケンブリッジ、ハル、ランカスター、リーズ、ノッティンガム、プリマス、プレストン、サルフォード、サウサンプトン、ストーク・オン・トレント、サンダーランド、スウォンジー、ウルヴァ―ハンプトン
バース修道院（英語版）はかつて司教座であり、また、ウェストミンスター寺院もヘンリー8世の治世において司教座であった過去を持つ。司教座でなくなった後もシティ・ステータスは留めている。

#### スコットランド
スコットランドの現在の国教であるスコットランド国教会は長老派（司教の地位を認めない）の教会であるため司教座としての大聖堂は存在しない。しかしながら、宗教改革以前に大聖堂として使用されていた建物が現存し、スコットランド国教会の教会として利用されていることはあり、エディンバラのセント・ジャイルズ大聖堂とグラスゴーのグラスゴー大聖堂がとくに有名である。
宗教改革前の司教座都市のうち、上記のエディンバラとグラスゴーに加えパースとエルギンがシティ・ステータスを保持している。ブレチン（英語版）、ダンブレイン（英語版）、ダンケルド（英語版）、カークウォール、セント・アンドルースはシティと呼ばれることがある（ブレチン・シティFC（英語版）、シティ通り（セント・アンドルース）など）ものの公式にはシティではなく、旧司教座都市の内ドーノック（英語版）、フォートローズ（英語版）、ホイットホーン（英語版）は非公式な形を含めシティと呼ばれたことはない。
宗教改革以降にスコットランド国教会以外の大聖堂を持った街で、シティとなっていないのはエア（カトリック）、マザーウェル（同）、ペイズリー（同）、オーバン（同）、ミルポート（英語版）（聖公会）である。このうち前者3つはシティであるパース、スターリング、インヴァネスよりも人口が多く、エアとペイズリーは過去にシティ・ステータスの授与に応募している。
今世紀に入ってからシティとなった街の内、インヴァネス（2001年付与）とパース（2012年再付与）はそれぞれ1866年・1860年創立の聖公会の大聖堂を持つが宗教改革からの大聖堂はなく、スターリング（2002年付与）はどの宗派の大聖堂も持たない。

#### 北アイルランド
北アイルランドにおいては、司教座都市であることがシティ・ステータスを得る条件として十分だったことは歴史を通して一度もない。（ただし、特例としてアイルランド首座主教の司教座であったアーマーは1840年までシティとして扱われていた。）
しかしながら、イングランドのサウスウェルをシティとしていたブリタニカ百科事典第11版は、アーマーとリスバーンについてもシティであると述べていた。その後、アーマーは1994年にシティ・ステータスを取り戻し、リスバーンも2002年に付与を受けている。
現在北アイルランドにあるアイルランド聖公会の司教座のうち、シティでないのはクロワー（英語版）、ダウンパトリック（英語版）、ドロモア（英語版）、エニスキレンである。
また、北アイルランドのシティのうち、アイルランド聖公会の大聖堂を持たないのはニューリーのみである。

### シティであると主張している街
シティ・ステータスを付与する特許状を持たないのにもかかわらず、自らをシティと呼称している（場面にもよる）街がいくつかある。
- バリミーナ（英語版）（北アイルランド）は19世紀から非公式に「The City of the Seven Towers」として知られている。[54]
- ブレチン（英語版）（スコットランド）のコミュニティ・カウンシル（英語版）は「シティ・オブ・ブレチン＆ディストリクト・コミュニティ・カウンシル」という名称であり、（町にある「シティ通り」で結成されたという）地元のサッカーチームは「ブレチン・シティFC」（英語版）と呼ばれている。なお、司教座都市の項でも触れられているように、ブレチンは大聖堂を持ち、ブレチン教区の司教座であった。
- ダンファームリン（スコットランド）は街の入り口の標識で自らを「A Twinned City」と表現しており[注釈 1]、街中心部は道路標識上「タウン・センター」ではなく「シティ・センター」と案内されている。ダンファームリンを管轄するエリア・コミティー（英語版）は「シティ・オブ・ダンファームリン・エリア・コミティー」という名前である。
- ダンケルド（英語版）（スコットランド）は17世紀まで司教座都市であり、シティと呼ばれることがある。現在では宿泊施設に改装されているが、1877年には「シティ・ホール」が建設されている。[55][56]
- エルギン（スコットランド）のコミュニティ・カウンシルは「シティ・アンド・ロイヤル・バラ・オブ・エルギン・コミュニティ・カウンシル」であり、サッカーチームの名称は「エルギン・シティFC」（英語版）である。
- ギルフォード（イングランド）は大聖堂を持ち、サッカーチームは「ギルフォード・シティFC」（英語版）を名乗っている。なお、ギルフォードは成功の可能性及び費用対効果の低さを理由として、2012年のコンペには応募していない。
- レッチワース・ガーデン・シティおよびウェリン・ガーデン・シティ（イングランド）はロンドンの過密化を抑えるために田園都市運動の一環としてハートフォードシャーに建設されたニュータウンである。
- ミルトン・キーンズ（イングランド）はバッキンガムシャーにあるニュータウンであるが、規模を理由に計画当時は「ニュータウン」ではなく「ニューシティ」とすることが考えられていた。現在でも周辺の既存の街との混同を避けることを主目的として、道路標識やバスなどにおいては「シティ・センター」の表記が使用されている。
- レディング（イングランド）はシティ・ステータスの取得に失敗したのち、バスや駐車場に「シティ・センター」の表記の使用を始めている。[57] レディングの都市化地域（レディング／ウォーキンガム都市圏（英語版）） の人口は35万人を超えており、サウサンプトン、キングストン・アポン・ハル、ダービーなどの中規模のシティよりも大きいが、東側・南側の郊外部の大部分が隣接する自治体にある為、バラ・オブ・レディング自体の人口は2006年時点で約14万人にとどまる。
- コルチェスター（イングランド）は紀元43年にローマ人によって創設された街であり、イギリス最古のシティであると主張している。エセックス初のシティを目指していたが2012年にチェルムズフォードに先を越されてしまっている。人口は約19万人であり、国内で最も成長が著しい地域のひとつであるとともにエセックス最大の非都市ディストリクトである。